# Tokyo Sonata
Pour plus de détails, voir Fiche technique et Distribution.
Tokyo Sonata (トウキョウソナタ, Tōkyō sonata) est un film néerlando-japonais réalisé par Kiyoshi Kurosawa, sorti en 2008. 
Il a été présenté au festival de Cannes 2008 dans la section Un certain regard.

## Synopsis
L'histoire d'une famille tokyoïte normale appartenant à la classe moyenne. Le père, Ryuhei Sasaki, est un directeur administratif dévoué à son travail. Son épouse, Megumi, s'occupe de la maison et de l'éducation de leurs deux enfants. Apparemment, tout est normal. Mais Ryuhei perd son emploi de manière inattendue car son employeur préfère embaucher des employés chinois moins coûteux. Il décide de garder la nouvelle cachée à sa famille et, tout en cherchant un nouvel emploi, commence son voyage solitaire dans le monde du chômage : il découvre ici de nombreux autres hommes qui, comme lui, se sont retrouvés sans travail et cachent leur nouvelle condition à leur famille. Pendant ce temps, son fils Kenji, le fils cadet, contre l’avis de son père, décide d'étudier le piano. Le fils aîné désire s’évader de sa vie sans avenir en s’engageant dans l’armée américaine et est affecté au Moyen-Orient. Quant à la mère, impuissante face aux tensions entre son mari et ses enfants, trouve la paix avec un cambrioleur désespéré. Les mensonges s'ajoutent à d'autres mensonges, jusqu'à la dissolution progressive de la famille.

## Fiche technique
- Titre : Tokyo Sonata
- Réalisation : Kiyoshi Kurosawa
- Scénario : Kiyoshi Kurosawa, Sachiko Tanaka et Max Mannix
- Musique : Kazumasa Hashimoto
- Photographie : Akiko Ashizawa
- Montage : Koichi Takahashi
- Production : Yukie Kito et Wouter Barendrecht
- Société de production : Django Film, Entertainment Farm(EF) et Fortissimo Films
- Pays d'origine :  Japon /  Pays-Bas
- Budget : 2 500 000 $
- Genre : Drame
- Durée : 119 minutes
- Dates de sortie : 
  - France : 17 mai 2008 (Festival de Cannes) / 25 mars 2009 (sortie nationale)
  - Canada : 9 septembre 2008 (Festival international du film de Toronto)
  - Brésil : 25 septembre 2008 (Festival international du film de Rio de Janeiro) / 17 octobre 2008 (Festival international du film de São Paulo)
  - Finlande : 25 septembre 2008 (Festival international du film d'Helsinki)
  - Japon : 27 septembre 2008
  - États-Unis : 9 octobre 2008 (Festival du film de New York) / 19 octobre 2008 (Festival international du film de Chicago)
  - Royaume-Uni : 30 janvier 2009
  - Pays-Bas : 22 janvier 2009 (Festival international du film de Rotterdam) / 12 mars 2009

## Distribution
- Teruyuki Kagawa : Ryūhei Sasaki, le père
- Kyōko Koizumi : Megumi Sasaki, la mère
- Kai Inowaki : Kenji Sasaki, le fils cadet
- Yū Koyanagi : Takashi Sasaki, le fils aîné
- Kōji Yakusho : Dorobō, le cambrioleur
- Haruka Igawa : Kaneko-san, la professeur de piano

## Distinctions
- Festival de Cannes 2008 : prix du jury de la section Un certain regard.
- Asian Film Awards 2009 : prix du meilleur film

## Autour du film
- Le grand morceau interprété au piano par Kenji est l'une des pièces de musique classique les plus utilisées au cinéma : le Clair de lune de la Suite bergamasque de Claude Debussy.
- Kōji Yakusho a travaillé régulièrement pour  Kiyoshi Kurosawa, notamment dans Cure en 1997, premier grand succès du réalisateur, ainsi que dans Charisma, License to Live, Kaïro, Ko-rei et Rétribution.
- Habitué  à relier registre fantastique et regard social,  (Cure, Rétribution, Loft, Ko-rei…), Kurosawa poursuit son œuvre en délaissant, dans Tokyo Sonata, le côté fantastique, comme il l'avait déjà fait avec Licence to Live. Certains éléments rappellent pourtant cette facette de son œuvre comme l'intrusion du cambrioleur au couteau ou l'attention portée au vent dans les rideaux...
- Le titre du film fait référence à la domination anglaise piano sonata, c'est-à-dire une sonate pour piano seul.